# 長波 (駆逐艦)
長波（ながなみ）は、日本海軍の駆逐艦。夕雲型駆逐艦の4番艦である。

## 概要
日本海軍が1941年（昭和16年）4月から1942年（昭和17年）6月にかけて藤永田造船所で建造した駆逐艦。竣工後、横須賀鎮守府部隊に所属し、哨戒や訓練をおこなう。8月31日、日本海軍は「長波」と「巻波」により第31駆逐隊を新編する。トラック泊地進出後、第31駆逐隊は第二水雷戦隊各隊・各艦と共にガダルカナル島の戦いに従事する。戦艦「金剛」と「榛名」のヘンダーソン基地艦砲射撃にも同行した。南太平洋海戦では前進部隊に所属、またガ島強行輸送任務（鼠輸送）に従事した。11月中旬の第三次ソロモン海戦では、輸送船団を護衛した。11月30日のルンガ沖夜戦では、第二水雷戦隊司令官田中頼三少将の旗艦（外南洋部隊増援部隊旗艦）として活躍したが、姉妹艦「高波」を喪失した。
「長波」は艦の疲弊によりトラック泊地に後退して整備をおこない、ガダルカナル島撤退作戦のあと内地へ帰投した。1943年（昭和18年）3月中旬から舞鶴海軍工廠で修理をおこなった。5月12日、「長波」は北方部隊に編入された。7月、「島風」や「五月雨等とともにキスカ島撤退作戦に従事した。
北方作戦後は南方に転じ、10月下旬には第一航空戦隊の物件を搭載してラバウルに進出する。そのままブーゲンビル島攻防戦に投入されてブーゲンビル島沖海戦に参加した。
11月11日、「長波」はラバウルで米軍機動部隊艦載機の攻撃を受けて大破（ラバウル空襲）。駆逐艦「水無月」（トラック泊地まで）と軽巡洋艦「長良」（内地まで）に曳航されて日本に戻り、1944年（昭和19年）1月末から呉海軍工廠で修理をおこなった。
第31駆逐隊所属艦は昭和18年7月から11月にかけて姉妹艦「清波」「巻波」「大波」が沈没し、長波1隻となる。1944年2月10日、「沖波」「岸波」「朝霜」を編入して定数4隻を揃えた。
同年5月末、「長波」の修理が完了。
7月中旬、第31駆逐隊は戦艦や重巡洋艦を護衛してリンガ泊地に進出した。
捷一号作戦にともなうレイテ沖海戦では、第一遊撃部隊（通称「栗田艦隊」）に所属する。10月23日、パラワン水道で栗田艦隊がアメリカ潜水艦2隻に奇襲された際、「長波」と「朝霜」は損傷した重巡洋艦「高雄」を護衛して後退した。その後、長波は空襲で損傷した重巡「妙高」の護衛にまわった。
レイテ沖海戦後、第31駆逐隊は第二遊撃部隊（指揮官志摩清英第五艦隊司令長官）に編入され、多号作戦に従事する。11月11日、第三次多号作戦においてレイテ島オルモック湾で米軍機動部隊艦載機の攻撃を受け、輸送部隊は「朝霜」を残して全滅する。「長波」も撃沈された。

## 艦歴

### 第31駆逐隊編制まで
1939年度（④計画）仮称第119号艦として、藤永田造船所で起工。
1941年（昭和16年）12月17日、「長波」と命名される。夕雲型駆逐艦に類別された。1942年（昭和17年）6月30日、竣工。舞鶴鎮守府籍となる。
竣工と同時に、「長波」は警備駆逐艦に定められた。横須賀鎮守府海面防備部隊直率部隊に編入されて横須賀に回航された後、相模湾方面での哨戒に従事した。
7月5日、キスカ島に停泊していた第二水雷戦隊第18駆逐隊は米潜水艦の攻撃をうけ、駆逐艦「霰」が沈没し、「不知火」と「霞」は船体切断に追い込まれた（7月5日の海戦）。7月17日、大海指第114号により「長波」はキスカ島に「不知火」と「霞」救援用の物資と人員を運ぶことになった。7月20日に「長波」は横須賀を出発して27日キスカ島に到着。工員3名などを送り届けた「長波」は翌日に輸送船「白山丸」を護衛して帰路につき、8月4日に横須賀へ帰投した。

### ガダルカナル島を巡る戦い
8月31日、日本海軍は「長波」と「巻波」（舞鶴海軍工廠建造艦、8月18日竣工）により第31駆逐隊を編制した。初代駆逐隊司令に清水利夫大佐（当時、第21駆逐隊司令）を任命する。
第31駆逐隊は第二水雷戦隊（司令官田中頼三少将）に所属した。
第三戦隊司令官栗田健男中将が指揮する第三戦隊（戦艦「金剛」「榛名」）と第31駆逐隊（巻波、長波）で前進部隊待機部隊を編成、内海西部で訓練を実施した。
9月6日、待機部隊（金剛、榛名、巻波、長波）は呉を出撃した。
トラック諸島に進出後、連合艦隊旗艦「大和」で打ち合わせをおこなう。前進部隊本隊に編入後、9月11日にトラック泊地を出撃、前進部隊（指揮官近藤信竹第二艦隊司令長官）に合流した。第31駆逐隊はガダルカナル島の戦いに関わる海上作戦に加わることとなる。9月中旬の日本陸軍ガ島総攻撃は失敗、日本海軍各艦隊はトラック泊地にもどった。
10月1日、第31駆逐隊に姉妹艦「高波」（浦賀船渠建造艦、8月31日竣工）が編入され、3隻（長波、巻波、高波）編制となった。清水司令は司令駆逐艦を「高波」に指定した。
10月11日、第二水雷戦隊（旗艦「五十鈴」、第15駆逐隊〈親潮、黒潮、早潮〉、第24駆逐隊〈海風、江風、涼風〉、第31駆逐隊〈高波、巻波、長波〉）はガダルカナル島ヘンダーソン飛行場への艦砲射撃を命じられた「金剛」と「榛名」を護衛することになり、挺身攻撃隊（指揮官・栗田健男第三戦隊司令官）としてトラック泊地を出撃した。
10月13日から14日にかけての深夜に行われた飛行場砲撃においては、襲来してきた魚雷艇4隻を追い払った。ヘンダーソン飛行場は損害を受けたが、日本軍が知らなかった新規飛行場は離着陸可能であり、ガ島揚陸中の輸送船団に空襲を加えた。輸送船団の苦戦を知った連合艦隊は、前進部隊の重巡「妙高」と「摩耶」に飛行場砲撃を命じ、これを二水戦（五十鈴、第31駆逐隊）が護衛することになった。「妙高」と「摩耶」はガダルカナル島タサファロングの浜辺に突入して擱座炎上した輸送船3隻（笹子丸、九州丸、吾妻山丸）を見つつ、10月15日夜、艦砲射撃を敢行した。砲撃は約1時間で終わり、第31駆逐隊も砲撃を行った（発射弾数253発）。戦場を離脱後、10月17日夜に第二艦隊（近藤信竹中将）および第三艦隊（南雲忠一中将）主力と合流し、補給を行いつつ敵を求めて進撃を続けた。10月26日の南太平洋海戦時は、支援部隊・前進部隊（第二艦隊基幹）に所属していた。10月30日にトラックに帰投した。
11月3日、長波を含め支援部隊の一部部隊は外南洋部隊（指揮官三川軍一海軍中将、第八艦隊司令長官）に編入され、トラックを出撃してショートランドに向かう。11月5日、ショートランド泊地において外南洋部隊増援部隊指揮官の職務は、第三水雷戦隊司令官橋本信太郎少将から第二水雷戦隊司令官田中頼三少将に引き継がれた。ガダルカナル島への鼠輸送に従事していた第三水雷戦隊は、トラック泊地へ戻る。これ以降、ガ島への駆逐艦輸送作戦は田中頼三少将が指揮することになった。
11月6日深夜、第15駆逐隊司令佐藤寅治郎大佐指揮下の甲増援隊（第15駆逐隊〈親潮、早潮、陽炎〉、第24駆逐隊〈海風、江風、涼風〉、第31駆逐隊〈巻波、高波、長波〉、第10駆逐隊〈夕雲、風雲〉）はショートランド泊地を出撃した。途中で米軍爆撃機と小型機20数機の空襲を受け、「長波」と「高波」が損傷した。「長波」は戦死者3名と重傷者7名を出し（乗組員によれば戦死4名、ほか陸軍部隊に負傷者）、一番砲塔などに被害があった。甲増援隊は深夜にタサファロング沖に到着して糧食を降ろし、傷病兵と便乗者を乗せて帰投した。
この頃の連合艦隊は大規模輸送船団によるガ島輸送を計画しており、外南洋部隊増援部隊は第38師団（司令官佐野忠義中将）の将兵を乗せた11隻の輸送船を護衛することになった。11月12日1530、増援部隊（指揮官・田中頼三少将、二水戦旗艦「早潮」）は輸送船団を護衛してショートランドを出撃した。だが飛行場砲撃隊と米艦隊の間で夜間水上戦闘となり（第三次ソロモン海戦、第一夜戦）、輸送船団はコロンバンガラ島東方で反転、ショートランド泊地に引き返した。
11月13日15時30分、輸送船団は再びショートランド泊地を出撃した。
11月14日になると、輸送船団はヘンダーソン飛行場から飛来した空母「エンタープライズ (USS Enterprise, CV-6) 」の艦載機、エスピリトゥサント島から飛来した陸軍のB-17重爆、ガ島から来た海兵隊機による八次におよぶ反復攻撃を受けた。零式艦上戦闘機や水上観測機が護衛にあたったが、米軍機の大群を阻止できなかった。11隻の輸送船は6隻が沈没し、「佐渡丸」と護衛2隻（天霧、望月）が引き返した。「長波」は陸兵570名を救助した。田中少将は駆逐艦と残存の4隻の輸送船をサボ島沖に向かう前進部隊（指揮官・近藤信竹第二艦隊司令長官）の後につけさせたが、救助者を乗せた各艦（長波、巻波、江風、涼風）は戦闘に耐えられる状態ではなかった。その後、田中少将は第三次ソロモン海戦第二夜戦が生起した隙を突いて輸送船をタサファロングの浜辺に擱座させた。夜明け後、輸送船は空襲と重砲射撃と艦砲射撃により粉砕され、人員のみガ島に揚陸した。駆逐艦だけになった増援部隊は、11月15日22時にショートランドへ帰投した。

### ルンガ沖夜戦
輸送船によるガダルカナル島突入が失敗に終わると、ガダルカナル島に対する輸送作戦はドラム缶を用いた鼠輸送に切り替えられた。田中少将は月齢、作業時間、訓練などを勘案して12月1日以降に決行してはと第八艦隊（司令長官三川軍一中将）に二度意見具申したが、潜水艦による輸送が進捗しない事やガダルカナル島の将兵の糧食が厳しくなっている事を理由に、意見は二度とも却下された。また輸送量・人員を増やすよう要望した。田中少将は、配下の駆逐艦全てから予備魚雷を陸揚し、警戒艦を除く各艦にドラム缶を200個から240個搭載させた
この出撃時の兵力部署は、
- 警戒隊（二水戦司令官直率）：長波（二水戦司令官）、高波（第31駆逐隊司令）[107]
- 第一輸送隊（第15駆逐隊司令）：第15駆逐隊（親潮、黒潮）、巻波
- 第二輸送隊（第24駆逐隊司令）：第24駆逐隊（涼風、江風）

であった。田中少将は「長波」を臨時の増援部隊旗艦とした。
11月29日夜22時45分、外南洋部隊増援部隊はショートランドを出撃して、北方からガダルカナル島を目指した。しかし、翌11月30日朝に偵察のB-17に発見される。これを受け、南太平洋軍司令官ウィリアム・ハルゼー大将は「東京急行」を阻止すべく、カールトン・H・ライト少将の第67任務部隊を出撃させた。サボ島沖に差し掛かった20時30分頃、警戒隊の「高波」は単艦先行してアメリカ艦隊の攻撃に備えた。21時12分、「高波」が第67任務部隊を発見する。増援部隊各艦はドラム缶の投入準備にかかっていたが、敵発見の報告により田中少将はドラム缶を投棄させて21時16分に「揚陸止メ、全軍突撃セヨ」を下令した。敵発見を報じた「高波」は、21時20分から第67任務部隊の集中砲火を浴び、航行不能となって23時37分に沈没した。「高波」座乗の清水大佐（第31駆逐隊司令）は戦死した。増援部隊各艦は魚雷を発射し、「長波」は射撃を行いつつ魚雷8本を発射、非敵側に反転した。「長波」の損傷は、海戦で大口径弾の至近弾を受けた程度であった。
一方、増援部隊が発射した魚雷の槍衾は第67任務部隊の巡洋艦部隊に襲い掛かった。旗艦「ミネアポリス (USS Minneapolis, CA-36) は魚雷2本を被雷して艦首を吹き飛ばされ、「ニューオーリンズ (USS New Orleans, CA-32) 」も魚雷命中により艦首を失った。3番艦「ペンサコーラ (USS Pensacola, CA-24) は被雷して炎上した。4番艦「ホノルル (USS Honolulu, CL-48) 」は30ノットの速力で相手から離れ無事だった。5番艦「ノーザンプトン (USS Northampton, CA-26) 」は魚雷2本が左舷後部に命中したが、命中穴は大きく同一箇所に命中したようだった。「ノーザンプトン」は転覆して沈没した。
夜戦で大きな戦果をあげた二水戦だが、田中少将に対する評価は芳しくなかった。ただし翌年9月15日、連合艦隊は増援部隊の功績をたたえて感状を授与した。「高波」の除籍により、31駆は「長波」と「巻波」の2隻になった

### 昭和17年12月から昭和18年前半の戦い
海戦には勝利したものの、本来の目的であるドラム缶輸送は果たせていなかった。駆逐艦を増強し、12月3日から4日にかけて田中少将の指揮下で第二輸送作戦がおこなわれた。「長波」をふくめ駆逐艦10隻による輸送では、空襲で「巻波」が小破、ドラム缶1,500個を投入したが陸軍が揚収したのは310個であった。この頃、ショートランド泊地に駆逐艦「照月」が到着した。田中少将は、二水戦旗艦を「長波」から「照月」に変更した。
12月7日から8日にかけての第三次輸送作戦は、第15駆逐隊司令の指揮下で「長波」を含め駆逐艦11隻が参加した。往路で駆逐艦「野分」が空襲を受けて航行不能となり、「長波」は「野分」を曳航してショートランド泊地に引き返した。2隻を駆逐艦「嵐」（第4駆逐隊司令有賀幸作大佐）と「有明」が護衛した。魚雷艇や米軍機の妨害により、輸送作戦は失敗に終わった。
12月11日から12日にかけての第四次輸送作戦は田中少将の直率下で行われ、連合艦隊司令長官山本五十六大将は「今次ノ駆逐艦輸送ニ期待スルトコロ極メテ大ナリ、アラユル手段ヲ講ジ任務達成ニ務メヨ」と激励した。「長波」ふくめ駆逐艦11隻で実施する。ガダルカナル島に到着してドラム缶を揚陸中、増援部隊は米軍魚雷艇に襲撃されて旗艦「照月」が被雷、航行不能となる。田中少将ふくめ第二水雷戦隊司令部は「長波」に移乗した。二水戦司令部退去後、「照月」は自沈した。投下したドラム缶1,200個のうち、揚収できたのは220個であったという。
12月14日にラバウルに後退してからは、ニュージョージア島ムンダ（日本軍飛行場建設中）への輸送作戦に参加する。田中少将直率のもと、「長波」ふくめ駆逐艦6隻は12月16日14時にショートランド泊地を出発する（ムンダ第一回輸送、第一次）。夜間空襲を受け、「陽炎」が小破した。翌日5時、ショートランド泊地に帰投した。
12月25日13時、駆逐艦「卯月」と輸送船「南海丸」（大阪商船、8,416トン）はムンダに向けラバウルを出発した（ムンダ第二回輸送、第四次）。17時30分、セントジョージ岬西南西24浬で米潜水艦「シードラゴン (USS Seadragon, SS-194) 」の雷撃を受け、「南海丸」が損傷する。さらに「南海丸」と「卯月」が衝突、「卯月」は航行不能となった。駆逐艦4隻（長波、有明、谷風、浦風）は急遽ラバウル出撃、救援にむかう。「長波」は給油艦「鶴見」等とともに「南海丸」を護衛して避退、同船は26日15時頃ラバウルに帰投した。
12月30日、増援部隊指揮官（第二水雷戦隊司令官）は田中頼三少将から小柳冨次少将に代わり、引き続き「長波」を旗艦とした。
1943年（昭和18年）1月2日から3日にかけての第五次輸送は、「長波」ふくめ駆逐艦10隻で行われた。レンドバ島付近で空襲をうけ「涼風」が損傷、「電」の護衛下で引き返した。最前線で長期間活動していた二水戦各艦は消耗が激しく、4隻（長波、親潮、陽炎、涼風）は前進部隊に復帰した。1月10日、増援部隊旗艦（二水戦旗艦）は「長波」から「黒潮」に変更された。翌日、外南洋部隊増援部隊指揮官の職務は、第二水雷戦隊司令官・小柳冨次少将から第十戦隊司令官・木村進少将に引き継がれた。1月12日10時、二水戦司令官は「長波」を率いてショートランド泊地を出発した。1月14日、トラックに到着した。「長波」は3月7日までトラック泊地で整備を行った。
1月19日、第十戦隊旗艦の駆逐艦「秋月」は米潜水艦「ノーチラス (USS Nautilus, SS-168) 」に雷撃されて大破、第十戦隊司令官（木村少将）も負傷した。小柳少将（第二水雷戦隊司令官）は第十戦隊司令官に任命され、「長波」から将旗を撤収する。「神通」艦長が臨時に二水戦司令官を代行したあと、後任の二水戦司令官には伊崎俊二少将が任命された。「長波」は工作艦「明石」の世話になった。整備中の1月20日、「五十鈴」が第二水雷戦隊から除かれ第十六戦隊へ転籍した。同日附で、駆逐艦「大波」（藤永田造船所建造艦、前年12月29日竣工）が第31駆逐隊に編入された。
2月25日には姉妹艦「清波」（浦賀船渠建造艦、1月25日竣工）が31駆に加わった。第31駆逐隊は定数4隻（長波、巻波、大波、清波）となった。
3月8日に、「長波」は前年暮れに救援した「南海丸」を護衛してトラックを出港し、瀬戸内海まで護衛の後に舞鶴へ回航され、3月17日に入港し、舞鶴海軍工廠で修理と整備をおこなう。修理後、4月20日に舞鶴を出発し、横須賀に回航された。
4月25日、第十四戦隊の軽巡洋艦「那珂」と駆逐艦3隻（長波、時雨、有明）は、空母「雲鷹」と「冲鷹」を護衛してトラックに向かう。4月30日、艦隊はトラック泊地に到着した。 
5月8日、軍艦5隻（戦艦〈大和〉、空母〈雲鷹、冲鷹〉、第五戦隊〈妙高、羽黒〉）は駆逐艦部隊（長波、潮、夕暮、五月雨）に護衛されてトラックを出港し、それぞれ内地に帰投した。5月13日、「長波」と「五月雨」は第五戦隊および空母と共に横須賀へ帰投した。
横須賀到着の前日、連合軍はアッツ島に上陸を開始、アッツ島の戦いが始まった。
第五戦隊および「長波」と「五月雨」は北方部隊（第五艦隊基幹）に編入され、アリューシャン列島への進出を命じられる。5月15日、4隻（妙高、羽黒、長波、五月雨）は横須賀を出発、5月19日に幌筵へ到着した。北方部隊はアッツ島救援のため駆逐艦「神風」と「野風」をアッツ島に突入擱座させて補給を行う計画を立てていたが、実施されなかった。5月29日、アッツ島守備隊は玉砕した。
6月1日、「長波」は補給の際に舷側に損傷を負い、翌日幌筵を出発する。6月5日、舞鶴に到着した。修理と機銃増備工事をおこなう。6月23日、舞鶴を出動する。7月1日、幌筵島に進出した。

### キスカ・ブーゲンビル・ラバウル
7月7日、第一水雷戦隊司令官木村昌福少将の指揮下、キスカ島撤退作戦第一次作戦に警戒部隊（初霜、若葉、島風、長波、五月雨）として参加する。しかし、第一次作戦はキスカ島方面の霧が晴れてきたことで7月15日に作戦中止となり、7月18日に幌筵島へ帰投した。
第二次作戦は7月22日から開始された。翌日、3隻（長波、日本丸、国後）は霧のために艦隊から落伍した。7月24日、「長波」と「日本丸」は艦隊に合流できたが、「国後」は依然として所在不明だった。
7月26日夕方、突入部隊は「国後」を原因とする多重衝突事故を起こす。艦隊最後尾にいた「若葉」（第21駆逐隊司令駆逐艦）-「初霜」-「長波」は前方の混乱の余波をうけた。まず「初霜」が、前方航行中の「若葉」の右舷後部に衝突する。後進をかけた「初霜」は、後続していた「長波」に衝突した。「長波」は右側に回避行動をとっており、「初霜」の艦尾が長波左舷後部に衝突した。外板に少し凹みが生じて若干量の浸水もあったが、作戦に支障は無かった。
撤退作戦後、「長波」以下各艦は8月3日附で北方部隊の指揮から離れ、原隊に戻ることとなった。「長波」と駆逐艦「響」はタンカー「日本丸」（山下汽船、9,971トン）を舞鶴近海まで護衛した。
8月7日、「長波」は舞鶴に到着し、舞鶴海軍工廠で修理をおこなう。
9月4日まで修理を行った。翌日、「長波」は舞鶴を出撃した。
修理後の9月15日、「長波」と「島風」は重巡「鳥海」と「摩耶」を護衛して横須賀を出撃し、トラックを経由してラバウルに向かう。9月20日にトラック泊地着後、各艦に分乗していた防空隊は摩耶と長波に移乗した。摩耶と長波はラバウルに移動してブカ島配備予定の防空隊を揚陸し、トラック泊地にもどった。任務終了後はトラックで待機し、10月17日からはマーシャル諸島方面に出撃する第三艦隊（司令長官・小沢治三郎中将）と第二艦隊（司令長官・栗田健男中将）の護衛に就いた。
10月28日、連合艦隊はろ号作戦を発動する。この作戦において、第一航空戦隊の飛行機隊を南東方面の陸上基地に配備することにした。第十戦隊大杉守一少将を指揮官とする輸送部隊（第一部隊〈阿賀野、初風、若月、長波〉、第二部隊〈大波、風雲〉、第三部隊〈天津風〉、修理後投入〈巻波〉）は、それぞれ一航戦の基地員と物件をラバウルやカビエンに輸送した。
ラバウル到着後の第一部隊は、そのままブーゲンビル島トロキナ方面への殴り込みおよび逆上陸部隊を掩護する連合襲撃部隊（指揮官大森仙太郎第五戦隊司令官）に組み込まれた。連合襲撃部隊は、第一襲撃部隊（妙高、羽黒）、第二襲撃部隊（川内、時雨、白露、五月雨）、第三襲撃部隊（阿賀野、長波、初風、若月）として出撃した。
11月1日から2日にかけての深夜に生起したブーゲンビル島沖海戦で日本軍は敗北し、川内と初風を喪失した。
ラバウルに帰投後、「長波」はラバウル空襲に遭遇する。11月5日の空襲で栗田長官の重巡洋艦部隊は大損害を受けたが、「長波」ふくめ二水戦各艦に深刻な被害はなかった。大破した「摩耶」、第十戦隊と第二水雷戦隊の大部分を残し、重巡洋艦部隊はトラック泊地へ退却した。
11月6日から10日にかけては第十戦隊とともにトロキナへの逆上陸作戦に従事した。「長波」の兵力部署は、支援部隊麾下の第二支援部隊（指揮官高間完第二水雷戦隊司令官、旗艦〈能代〉、早波、長波）であった。
この頃、11月5日の空襲に満足したハルゼー大将は、更なる戦果拡大を狙って太平洋艦隊司令長官チェスター・ニミッツ大将に新手の空母任務部隊の派遣を要請。ニミッツ大将はギルバート諸島方面の戦況をにらみつつ、第50.3任務群（アルフレッド・E・モントゴメリー少将）を派遣することに決した。11月11日早朝、第38任務部隊（フレデリック・シャーマン少将）はブーゲンビル島北方から、第50.3任務群は同島南方から挟み撃ちの格好で艦載機を発進させた。これに対し、ラバウルから発進した偵察機は第50.3任務群を発見する。これに伴い、ラバウル在泊の第二水雷戦隊と第十戦隊は折からのスコールにまぎれて港外に脱出しつつあった。7時15分、「長波」は急降下爆撃機十数機の攻撃を受けて後甲板に被弾し、操舵不能になったうえ爆圧でスクリューが脱落して航行不能となった。
第二水雷戦隊と第十戦隊の大部分はトラック泊地に撤収したが、第31駆逐隊（大波、長波、巻波）はラバウルに残った。「長波」は仮修理を受け、本格的な修理のため曳航されて後送される事になった。12月3日、軽巡洋艦「夕張」と駆逐艦「文月」の護衛下、駆逐艦「水無月に曳航されてラバウルを出港する。12月5日までは駆逐艦「天霧」も護衛に協力、計三回連合軍機と遭遇したが被害を受けることはなかった。12月8日、長波曳航部隊はトラックに入港した。
1944年（昭和19年）1月15日、今度は軽巡洋艦「長良」に曳航されてトラックを出港した。護衛には駆逐艦「卯月」と「夕凪」がついた。米軍潜水艦が跳梁する中での曳航のため生還は難しいとみられ、「長良」乗組員は病院船「氷川丸」に預けていた戦死者の遺骨を引き取り、艦内に安置して航海に臨んだ。長波回航隊は4隻とも内地へ帰投できた。1月24日、内海西部着。長波は呉海軍工廠で本格的修理に入った。

### 昭和19年の行動
第31駆逐隊の所属艦は、前年7月に「清波」が夜間空襲により撃沈され、前年11月下旬のセント・ジョージ岬沖海戦で「大波」と「巻波」が沈没、稼動艦は「長波」だけになっていた。
1944年（昭和19年）2月10日、第31駆逐隊に「沖波」（舞鶴海軍工廠建造艦、前年12月10日竣工）、「岸波」（浦賀船渠建造艦、前年12月3日竣工）、「朝霜」（藤永田造船所建造艦、前年11月27日竣工）が編入され、定数4隻（長波、岸波、沖波、朝霜）を回復した。同日附で、森艦長は第二艦隊司令部附へ転任したが、後任艦長の発令はすぐには行われずそのまま修理を行い、6月1日になり新艦長の飛田清少佐が横須賀鎮守府附から就任した。

修理を終えた後の7月8日正午、第31駆逐隊（朝霜、岸波、沖波、長波）は遊撃部隊（指揮官・栗田健男第二艦隊司令長官）の甲部隊に所属し、呉を出撃した。途中、沖縄の第32軍（司令官渡辺正夫中将）に対する輸送任務を行い、任務終了後はリンガ泊地に直接向かって7月16日に到着した。以後、リンガ泊地で訓練に励んだ。

### レイテ沖海戦
10月18日、捷一号作戦発動に伴って第一遊撃部隊（通称栗田艦隊または栗田部隊と呼称）はリンガ泊地から出動した（海戦の経過詳細と部隊編成については、当該記事を参照）。ブルネイ湾で補給の後、第一遊撃部隊の第一部隊と第二部隊は10月22日に出撃した。翌10月23日未明、パラワン水道において第二艦隊旗艦「愛宕」がアメリカ潜水艦「ダーター (USS Darter, SS-227) 」の雷撃で沈没。重巡洋艦「摩耶」は、潜水艦「デイス (USS Dace, SS-247) 」の雷撃で沈没し、「高雄」は、「ダーター」の雷撃により大破した。
第31駆逐隊の「長波」と「朝霜」は高雄の警戒と護衛を命じられ、栗田艦隊本隊とは別行動になった。救援要請により、海防艦「千振」、水雷艇「鵯」、特設駆潜艇「御津丸」が、それぞれ「高雄」との合流を急いだ。「ダーター」と「デイス」は「高雄」にとどめを刺そうと攻撃機会をうかがっていたが、「長波」と「朝霜」と水上機が警戒しているため、昼間襲撃を諦めた。
翌10月24日未明、「ダーター」はパラワン水道のボンベイ礁（日本側は福瀬と呼称）に座礁し、放棄された。「デイス」は僚艦の乗組員を収容したあと、現場を去った。同日4時20分、「鵯」と「御津丸」が高雄隊に合流する。8時50分、味方哨戒機が通信筒を投下、ボンベイ礁に座礁した潜水艦（ダーター）の攻撃を依頼した。「長波」と「鵯」は「ダーター」を攻撃するため座礁現場におもむく。約3分間、リーフ上の「ダーター」を砲撃した。13ミリ機銃と写真、可能な限りの鹵獲品を得て、分捕った13ミリ機銃は後檣右舷側に装備された。
つづいて「長波」は、シブヤン海で第38任務部隊（マーク・ミッチャー中将）の艦載機の空襲を受けて大破し、コロン島経由でブルネイ湾に下がる妙高の護衛を命じられた。「鵯」は高雄隊の護衛に戻り、「長波」はコロン泊地にむかった。
10月26日10時50分、栗田長官は「妙高」「長波」「清霜」に対しコロン出港とブルネイ回航を命じた。この命令受領時、「清霜」と「浜風」は戦艦「武蔵」の生存者を乗せてマニラにいたので、命令どおり行動できるのは「妙高」と「長波」だけだった。10月27日11時50分に「妙高」と「長波」はコロンを出発し、パラワン水道を通過して、29日10時30分にブルネイに到着した。同地には栗田艦隊残存艦が到着していた。

### 多号作戦と沈没
ブルネイ到着前の10月27日17時15分、豊田副武連合艦隊司令長官はレイテ島地上戦にともなう海上輸送作戦（「多号作戦」）を実施するため、南西方面部隊の水上兵力増強を下令した。GF電令作第381号により、第31駆逐隊（岸波、長波、沖波、朝霜）、第41駆逐隊（霜月、冬月）、第61駆逐隊（若月、涼月）は第二遊撃部隊（指揮官志摩清英中将、第五艦隊司令長官）に編入された。10月29日には、GF電令作第387号により第二水雷戦隊全艦が第二遊撃部隊に編入された。
10月30日、「長波」をふくめ第二水雷戦隊の大部分はブルネイを出発、マニラへ移動した。
11月8日朝、「長波」は多号作戦第四次輸送部隊（指揮官木村昌福第一水雷戦隊司令官、旗艦「霞」）に所属し、マニラを出撃した。翌11月9日夕方にレイテ島オルモック湾に到着するも、大発が揃わなかったため兵員しか陸揚げできなかった。11月10日、輸送部隊はオルモック湾を出撃してマニラに向かったが、間もなくB-25とP-38の攻撃を受けて陸軍特殊船「高津丸」（山下汽船、5,657トン）、輸送船「香椎丸」（大阪商船、8,407トン）、「第11号海防艦」が沈没し、海防艦「占守」と「第13号海防艦」が損傷した。木村少将は輸送船「金華丸」（大阪商船、9,305トン）に護衛部隊（海防艦〈沖縄、占守〉、駆逐艦〈若月、潮、秋霜〉）をつけてマニラへ先発させ、駆逐艦3隻（霞〔木村少将旗艦〕、長波、朝霜）とともに救助作業にあたった。救助作業後、駆逐艦3隻と第13号海防艦および後から来た第一号型輸送艦3隻（6号、9号、10号）はマニラへの帰路についた。
14時18分、先行隊も空襲をうけて「秋霜」が中破した。
この頃、多号作戦第三次輸送部隊（指揮官早川幹夫第二水雷戦隊司令官。旗艦「島風」）は低速輸送船団を護衛してオルモック湾に向かっていた。
南西方面部隊指揮官（大川内長官）は11月8日2059NSB電令作第738号により、駆逐艦4隻（朝霜、長波、秋霜、若月）の第三次輸送部隊編入を、駆逐艦2隻（初春、竹）の第四次輸送部隊編入を命じていた。大川内長官の命令により、損傷した「秋霜」以外の3隻（長波、朝霜、若月）は第四次輸送部隊から分離、第三次輸送部隊に合流する（代わりに「初春」と「竹」が第四次輸送部隊に合流）。11月10日夕刻、「長波」と「朝霜」は「霞」に被害艦生存者を移し、第三次輸送部隊を追いかける。第四次輸送部隊から離脱後、3隻は21時にマスバテ島東方のブラックロック水道で第三次輸送部隊に合流した。
第三次輸送部隊は護衛部隊（島風、浜波、若月、長波、朝霜、掃海艇30号）と輸送船4隻となり、魚雷艇を撃退して進撃した。11月11日の正午ごろにオルモック湾に到着する予定であったが、その直前に第38任務部隊（ジョン・S・マケイン・シニア中将）の艦載機347機による空襲を受けた。
各艦は煙幕を展開し、また四式戦闘機約30機が出動したが、輸送船団を守り切れなかった-。つづいて米軍機は護衛部隊に襲い掛かる。第32駆逐隊司令（大島一太郎大佐）の回想によれば、護衛部隊は「浜波」-「若月」-「島風」-「長波」-「掃海艇30号」-「朝霜」の単縦陣であったという。

激しい対空戦闘の末に弾薬が尽きた「長波」は右舷艦橋下に被弾し、艦右側にも至近弾を浴びた。間もなく右側に傾斜した後、艦首を上げて沈没していった。第三次輸送部隊は「朝霜」ただ一隻を残して全滅し、早川少将も戦死した。なお「朝霜」は航行不能になった「浜波」に接舷し、浜波乗組員を救助してオルモック湾を脱出した。「朝霜」は浜波乗組員で満杯となっており、また米軍機の空襲も続いていたため、他の浮いている艦を救助できなかった。
飛田（長波艦長）は生き残った乗員数十名を引き連れて、いまだ浮いていた「浜波」に乗り移った。飛田艦長は乗員を各部署に配置させて機関の再始動にも成功したが、マニラ帰投に必要な缶用の真水が欠乏していたので「浜波」を陸上砲台にしようと決心した。しかし、潮流に流されて擱座に失敗し、艦に残っていた糧食で夕食をとった後就寝。翌11月12日、飛田艦長以下の「長波」の乗員は「浜波」を離れ、陸上から迎えに来た大発に移ってレイテ島に上陸した。「浜波」の船体がその後どうなったのかは定かではないが、飛田艦長は生還して、戦後海上自衛隊に入隊した。長波乗組員43名が海軍陸戦隊に編入され、マニラ市街戦やフィリピン地上戦に投入された。
1945年（昭和20年）1月10日、長波は艦艇類別等級表から削除。同時に帝国駆逐艦籍から除籍。第31駆逐隊（長波、沖波、浜波、岸波）も解隊された。
1981年（昭和56年）、長波の元乗員10名によって、京都霊山護国神社に長波の慰霊碑が建立された。

## 歴代艦長
艤装員長
1. 隈部傳 中佐：1942年5月20日[301] - 1942年6月30日[302]

駆逐艦長
1. 隈部傳 中佐：1942年6月30日[302] - 1943年11月25日[303]
2. 森卓次 少佐：1943年11月25日[303] - 1944年2月10日[238]、以後1944年6月1日まで駆逐艦長の発令無し。
3. 飛田清 少佐/中佐：1944年6月1日[240] - 1944年12月5日[304]